# Henry Tate

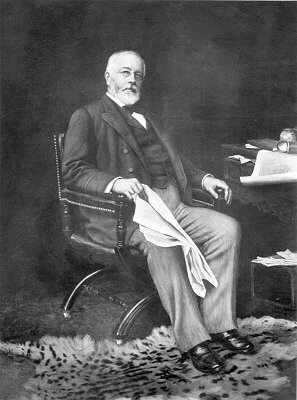
Henry Tate

Sir Henry Tate, 1. Baronet (* 11. März 1819 in Chorley, Lancashire; † 5. Dezember 1899 in Streatham, London) war ein englischer Industrieller in der Zucker-Raffination und wurde bekannt durch die Gründung der nach ihm benannten Tate Gallery in London.

## Jugend und Lehrzeit
Tate wurde in Chorley, Lancashire, als elftes Kind des Pfarrers William Tate und Agnes Boothals geboren. Sein Vater unterhielt eine Schule für arme Kinder und hier erhielt auch Henry seine einzige Schulbildung. Bei seinem älteren Bruder, Caleb Ashworth Tate († 1846), begann er mit 13 eine Ausbildung zum Lebensmittelhändler in Liverpool. Nach sieben Jahren kaufte er das Geschäft von Aaron Wedgwood in Old Haymarket, Liverpool, und war nun selbständiger Lebensmittelhändler. Sein Geschäft war ein Erfolg und bis er 35 war, betrieb er bereits sechs Läden – vier in Liverpool, einen in Birkenhead und einen in Ormskirk. Er baute auch sein Großhandelsgeschäft aus.

## Der Unternehmer
1859 ging Tate eine Partnerschaft mit „John Wright & Co“, einer Zuckerraffinerie, ein und verkaufte seine Lebensmittelgeschäfte. Die beiden Partner betrieben ihr gemeinsames Zuckergeschäft  erfolgreich und kontrollierten schließlich nicht weniger als vier Raffinerien:
- Die Majesty Lane Raffinerie (mit 100 tons von „Bastard“ pro Woche) Bastard Sugar ist ein hellbrauner Zucker. Er wurde so genannt, weil er weder reinweißer noch reinbrauner Zucker ist.
- Zwei  Zuckerrübenmelasse-Raffinerien, eine in der James Street (ehemals James Crone, gekauft 1862)
- und die zweite in der Edmond Street,
- und schließlich die Raffinerie in der Earle Street, die Tate alleine gehörte.

1869 löste Tate seine Partnerschaft mit John Wright auf, der sich aus Altersgründen zurückzog, und nahm seine beiden Söhne, Alfred, 25 Jahre, und Edwin, 22 Jahre, als Mitarbeiter in die Firma auf. Sie fällten die Entscheidung, die Produktion in den vier Fabriken zu rationalisieren und in Liverpool nach der „Greenock Methode“ zu raffinieren. Der Konzern „Henry Tate & Sons“ startete mit dem Bau der Love Lane Raffinerie.

### Die Love Lane Raffinerie
Mit dem Bau der Love Lane Raffinerie traf Henry Tate die zweite große Entscheidung in seinem Leben – nach der Aufgabe der Lebensmittelgeschäfte. Er war einer der ersten, der begriffen hatte, dass der Kampf um den Zuckermarkt von Großbritannien zum einen nur durch die Produktion von Zucker in Premiumqualität und zum anderen einzig in großem Stil gewonnen werden konnte. Für Henry Tate bedeutete das, nach dem „Greenock-Verfahren“ zu raffinieren. Sein Sohn Edwin besuchte die Raffinerie von John Walker im schottischen Greenock und kam beeindruckt und mit neuen Erkenntnissen zurück.
Die neue Raffinerie lag an den Ufern des Leeds-Liverpool-Kanals. Auf dem Land waren vorher große Gießereibetriebe und Wassermühlen gestanden. In der Nähe befanden sich die Raffinerien von „Fairrie & Co“ in der Vauxhall Street und „George Jager & Co“ in der Burlington Street. Tates Zuckerfabrik nahm im August 1872 den Betrieb auf. Sie produzierte anfangs 400 Tonnen Zucker pro Woche und erhöhte den Ausstoß in kurzer Zeit auf 1.000 Tonnen wöchentlich. Es gibt keinerlei Unterlagen, wie Tate den Bau der Raffinerie finanzierte.
Henry Tate kaufte von der französischen Firma „La Compagnie de cinque Lys“ und der schottischen Firma „Blake Barcley“ in Greenock die beste technische Ausrüstung, die es seinerzeit auf dem Markt gab. Er arbeitete nach den neuesten Methoden: das Kochen bei niedriger Temperatur (60 Grad Celsius), das in Greenock für die mindere Qualität des Zuckers angewendet wurde, und das französische Verfahren des Pariser Unternehmens von E. Boivin und D. Loiseau zur Qualitätsverbesserung des Zuckersirups. Die beiden Franzosen hatten ihr Patent mehreren Raffinerien angeboten, und obwohl sie ihre Methode in den Werken von „Sommier“ in La Villette (Paris) in großem Stil erprobt hatten, fanden sie erst in Henry Tate einen Käufer.
Tate achtete darauf, dass seine Söhne durch „training on the job“ eine fundierte, praxisnahe Ausbildung erhielten. Er besaß zudem die Weitsicht, kompetente Mitarbeiter einzustellen, die meist aus Greenock kamen, so z. B. den ersten Managing Director der Love Lane Raffinerie, J. P. Muir. Als ersten Chemiker stellte er 1876 J. W. MacDonald ein, den Sohn eines Zuckerrohrproduzenten von der Karibikinsel St. Vincent, sowie von der Firma „Blake Barcley“ in Greenock den Ingenieur James Blake.

### Die Raffinerie in London
1874–75 kaufte Tate das Gelände einer ehemaligen Werft an der Themse in Silvertown. Hier baute er seine größte Raffinerie, die 1878 unter seinem Sohn Edwin ihren Betrieb aufnahm. Der Bau dieser neuen Raffinerie bedeutete ein nicht unerhebliches Risiko für die Firma, und die Kosten wurden so hoch, dass er gezwungen war, seine Tochter Isolina aus dem Internat zu nehmen.
Tate kaufte 1875 zusammen mit dem ebenfalls aus Liverpool stammenden Raffineriebesitzer David Martineau das Nutzungsrecht eines neuen Verfahrens zur Herstellung von Zuckerwürfeln von Eugen Langen aus Köln – mit der Vereinbarung, Lizenzgebühren zu zahlen, sobald er Gewinn erwirtschaftete. Bis dahin gab es Zucker nur in sog. Broten, die zum Verbrauch in Stücke gebrochen oder gehackt werden mussten. Der Würfelzucker war die eigentliche Quelle seines Vermögens und machte ihn zum Millionär.
1892 kaufte Tate für £ 12.000 die Exklusiv-Patentrechte für Großbritannien von Gustav Adant aus Brüssel, der einen besseren Herstellungsprozess für Würfelzucker erfunden hatte. Tates Raffinerie begann mit dieser Nutzung 1894.

## Familie
Henry Tate heiratete Jane Wignall, Tochter von John Wignall, am 1. März 1841. Sie hatten acht Kinder:
- Isolina Tate († 5. März 1935)
- Agnes Esther Tate († 26. August 1929)
- William Henry Tate (* 23. Januar 1842)
- Alfred Tate (* 12. November 1845, † 30. Januar 1913)
- Edwin Tate (* 22. März 1847, † 14. Februar 1928)
- Caleb Ashworth Tate (* 25. Oktober 1850, † 5. April 1908)
- Henry Tate (* 8. Dezember 1853, † 12. Februar 1902)
- George Booth Tate (* 15. Januar 1857, † 30. April 1936)

Nach dem Tod seiner Frau am 29. November 1883 heiratete er am 8. Oktober 1885 in London in zweiter Ehe Amy Fanny, Lady of Grace, Order of St. John of Jerusalem (L.G.St.J.), die einzige Tochter von Charles Hislop, Brixton Hill, London. Unter ihrem Einfluss wurde Henry Tate zum Wohltäter.

## Der Mäzen
Tate benutzte seinen Reichtum, um Colleges, Krankenhäuser und Büchereien zu beschenken, so z. B. das Harris Manchester College in Oxford und 1893 die Londoner Stadtteile Battersea, Brixton und Streatham mit freien Büchereien.
In London lebte er in Park Hill, Streatham, in Süd-London. Um diese Zeit begann er auch damit, Kunst zu sammeln und kaufte oftmals Gemälde von den jährlichen Ausstellungen der Royal Academy. Er war ein großer Mäzen der Maler der Präraffeliten, besonders seines Freundes John Everett Millais. Um seine Sammlung unterzubringen, ließ er eine Bildergalerie in seinem Haus in Streatham anbauen, die er für die Öffentlichkeit an Sonntagen öffnete.
Tate wollte seine Gemäldesammlung der National Gallery schenken, die dafür aber keinen Platz hatte, und er machte zur Bedingung, dass sie in einer passenden Galerie ausgestellt werden müsse. Schließlich fand der Stiftungsrat ein geeignetes Gelände für einen Neubau an der Themse, an der Stelle des alten Millbank-Gefängnisses. Die neue Galerie wurde von dem Architekten Sydney R. J. Smith entworfen und Tate übernahm die Hälfte der Baukosten mit £80.000. Ein Großteil der Kosten wurde durch Spendenaufrufe in der Times aufgebracht. Die National Gallery of British Art, heute als Tate Gallery bekannt, wurde am 21. Juli 1897 vom Prince of Wales eröffnet.
Er schenkte der Galerie 65 seiner Gemälde sowie 3 Skulpturen. Sie spiegeln seinen konservativen Geschmack wider, wie z. B. Sir William Quiller Orchardsons Her First Dance und The First Cloud; John William Waterhouses Lady of Shallot; John Everett Millais’ Ophelia, Vale of Rest, und North-West Passage; sowie Werke von Sir Edwin Landseer, dem Lieblingsmaler von Queen Victoria.
Am 27. Juni 1898 wurde ihm der erbliche Adelstitel Baronet of Park Hill in the County of Streatham verliehen. Nachdem er bereits zweimal diese Würde abgelehnt hatte, überzeugte ihn schließlich Lord Salisbury, jetzt zu akzeptieren, weil eine erneute Ablehnung die königliche Familie beleidigt hätte.
Henry Tate starb nach langer Krankheit in seinem Haus in Streatham, Park Hill, am 5. Dezember 1899, und wurde auf dem Norwood Friedhof bestattet. Seine zweite Frau überlebte ihn und den Titel des Baronets erbte sein ältester Sohn William Henry.
1921 fusionierte Henry Tate & Sons mit Abram Lyle & Sons aus Greenock zum Unternehmen Tate & Lyle.